# Will Scarlet

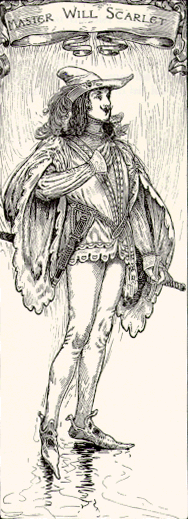
Louis Rhead: Master Will Scarlet (1912)

Will Scarlet ist eine wahrscheinlich fiktive Gestalt aus der Legendenwelt um Robin Hood.

## Literarische Gestalt
Will Scarlet ist einer der treuen Gefährten Robin Hoods und taucht – anders als beispielsweise Maid Marian oder Friar Tuck – in dieser Rolle bereits in den frühesten Robin-Hood-Legenden auf. Der Name ist zu dieser Zeit allerdings nicht festgelegt, so heißt er auch oft noch Will Scarlock oder Scadlock. Gegenüber den meisten anderen mittelalterlichen Heldengeschichten zeichnen sich die Robin-Hood-Legenden dadurch aus, dass die Nebenfiguren eigene erkennbare Rollen haben und auch über lange Zeit namentlich identifizierbar sind. Scarlet und Much, der Müllerssohn, spielen im Vergleich zu Little John zwar nur passive Rollen und tragen selten die Handlung, sind aber stets präsent, und ihre Namen werden bereits in den frühesten Robin-Hood-Werken genannt.
In der wichtigsten gedruckten Sammlung, A Gest of Robyn Hode, taucht Scarlet zusammen mit Much bereits als Robins Gefährte auf, als die drei Little John das erste Mal treffen. Ab 1600 nahm die Zahl gedruckter Robin-Hood-Geschichten stark zu. Die Alphabetisierung breitete sich in England zu dieser Zeit aus, neue Leser wuchsen heran, Robin-Hood-Geschichten erschienen als zweiseitige Flugblätter und bildeten in zahlreichen Versionen etwa 25 Grundgeschichten ab, darunter die Geschichte Robin Hood and Will Scarlet. Sie schildert, wie Robin einen in Rot gekleideten Fremden trifft und ihn im Kampf besiegt. Der Fremde erweist sich als sein Cousin Gamwell, woraufhin ihn Robin in seine Bande aufnimmt. Robin Hood Newly Revived enthält im Wesentlichen dieselbe Geschichte wie Robin Hood and Will Scarlet, führt am Ende aber noch einen Schotten ein. Obwohl das Ende ziemlich inkohärent ist und offensichtlich die wenig geglückte Mischung zweier Texte darstellt, genoss auch sie lange Zeit zahlreiche Neuauflagen. In Robin Hood, Little John, and Will Scarlet [Robin Hood and the Prince of Aragon] befreien die Vogelfreien den englischen König, der in London vom Prinzen von Aragón und seinen Riesen belagert wird. Scarlet heiratet die Prinzessin und entpuppt sich als Sohn des Earl of Maxfield. In manchen Legenden wird er als sehr brutal dargestellt, in manchen auch als der Neffe, (Halb-)Bruder oder Cousin Robins.

## Einfluss
Nach der Figur ist eine Rosenhybride sowie ein Kultivar des Teufelstabaks (Lobelia tupa) benannt. Außerdem existieren diverse Straßen und Plätze in den USA sowie eine Mine in Illinois, die Will Scarlet Mine, die den Namen der Legendenfigur tragen. Zudem gibt es diverse Künstler und Autoren, die sich den Namen als Pseudonym zulegten oder Will Scarlet zum Titelhelden eines Songs machten. Die Figur taucht auch in fast sämtlichen modernen Adaptionen der Sage auf, in Büchern, Filmen und Computerspielen.